# Timema nevadense
Timema nevadense är en insektsart som beskrevs av Jonas Rudolph Strohecker 1966. Timema nevadense ingår i släktet Timema och familjen Timematidae. Inga underarter finns listade i Catalogue of Life.